# Soğucak, Afşin
Soğucak là một xã thuộc huyện Afşin, tỉnh Kahramanmaraş, Thổ Nhĩ Kỳ. Dân số thời điểm năm 2010 là 219 người.